# Kannonkoski
Kannonkoski er en finsk kommune der ligger i landskabet Mellersta Finland.
Kommunen har en befolkning på 1.322 ( 31. december 2020) og har et areal på 549,88 km² heraf 104,87 km² er vand. Den har en befolkningstæthede på2,97 indb./km². Nabokommunerne er Karstula, Kivijärvi, Saarijärvi, Viitasaari og Äänekoski.
Kommunen er ensproget finsk.

## Natur
Der er tilsammen 81 søer i Kannonkoski. De største søer er Kivijärvi, Vuosjärvi og Kannonselkä 

## Galleri
- Kannonkoski kirken
- Kannonkoski-vandfald
- Alteret i Kannonkoski-kirken
- Potmo jernbanebro